# Калинина (Верх-Иньвенское сельское поселение)
Калинина — деревня в Кудымкарском районе Пермского края. Входила в состав Верх-Иньвенского сельского поселения. Располагается на левом берегу реки Вежайки западнее от города Кудымкара. Расстояние до районного центра составляет 27 км. По данным Всероссийской переписи населения 2010 года, в деревне проживало 12 человек (6 мужчин и 6 женщин).

## История
По данным на 1 июля 1963 года, в деревне проживало 83 человека. Населённый пункт входил в состав Верх-Иньвенского сельсовета.